# مستحضر تجميل

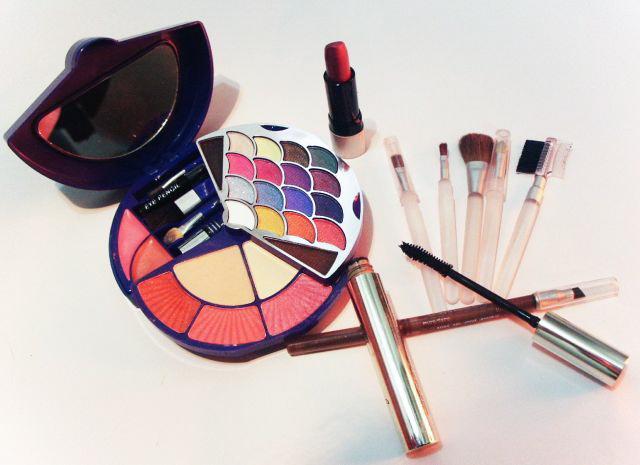
مجموعة من التجميل مع بعض الأدوات

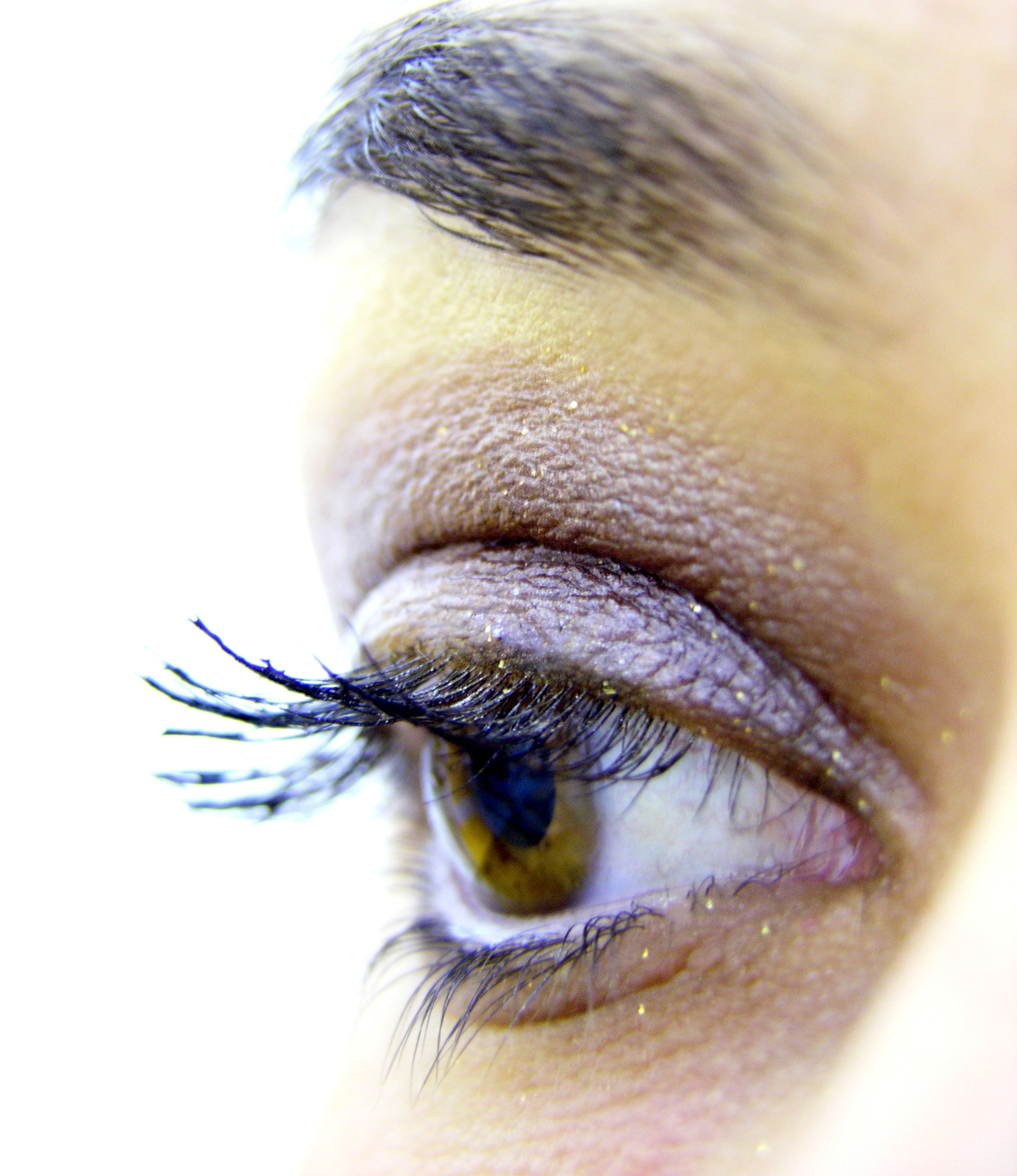
عين امرأة مع الكثير من مستحضر ظل العين

مستحضرات التجميل (بالإنجليزية: Cosmetics) يشتهر باسم المكياج وهي مواد تستخدم لتعزيز، أو حماية مظهر، أو رائحة الجسم البشري. وتشمل مستحضرات التجميل مراهم العناية بالجلد، والغسولات (بالإنجليزية: Cleansers)، والمساحيق والعطور، ومحمرات الشفاه، وطلاء الأظافر، ومكياج العيون والوجه، والعدسات اللاصقة الملونة، وصبغات الشعر، 'مثبتات الشعر'، والمواد الهلامية، ومزيلات الروائح الكريهة، منتجات نظافة الرضع، ومنتجات زيوت الأستحمام، وفقاعات الأستحمام، وأملاح الأستحمام، وأنواع أخرى كثيرة من المنتجات.
تستخدم مستحضرات التجميل على نطاق واسع. إن المجموعة الفرعية من مستحضرات التجميل المسماة بـ «المكياج»، تشير أساسا إلى المنتجات الملونة التي تغير مظهر المستخدم. ميز العديد من الشركات المصنعة بين مستحضرات التجميل المستخدمة للتزيين ومستحضرات التجميل الخاصة بالعناية.

## تاريخ

### 4000-5000 قبل الميلاد
يُعتقد أن النساء في حضارة سومر - حضارة قديمة في جنوب بلاد الرافدين - هم أول من استخدم مستحضر التجميل أي قبل نحو 5000 سنة، حيث كسَروا الأحجار الكريمة واستخدموها لتزيين وجوههم، وتحديداً وحول العينين والفم.

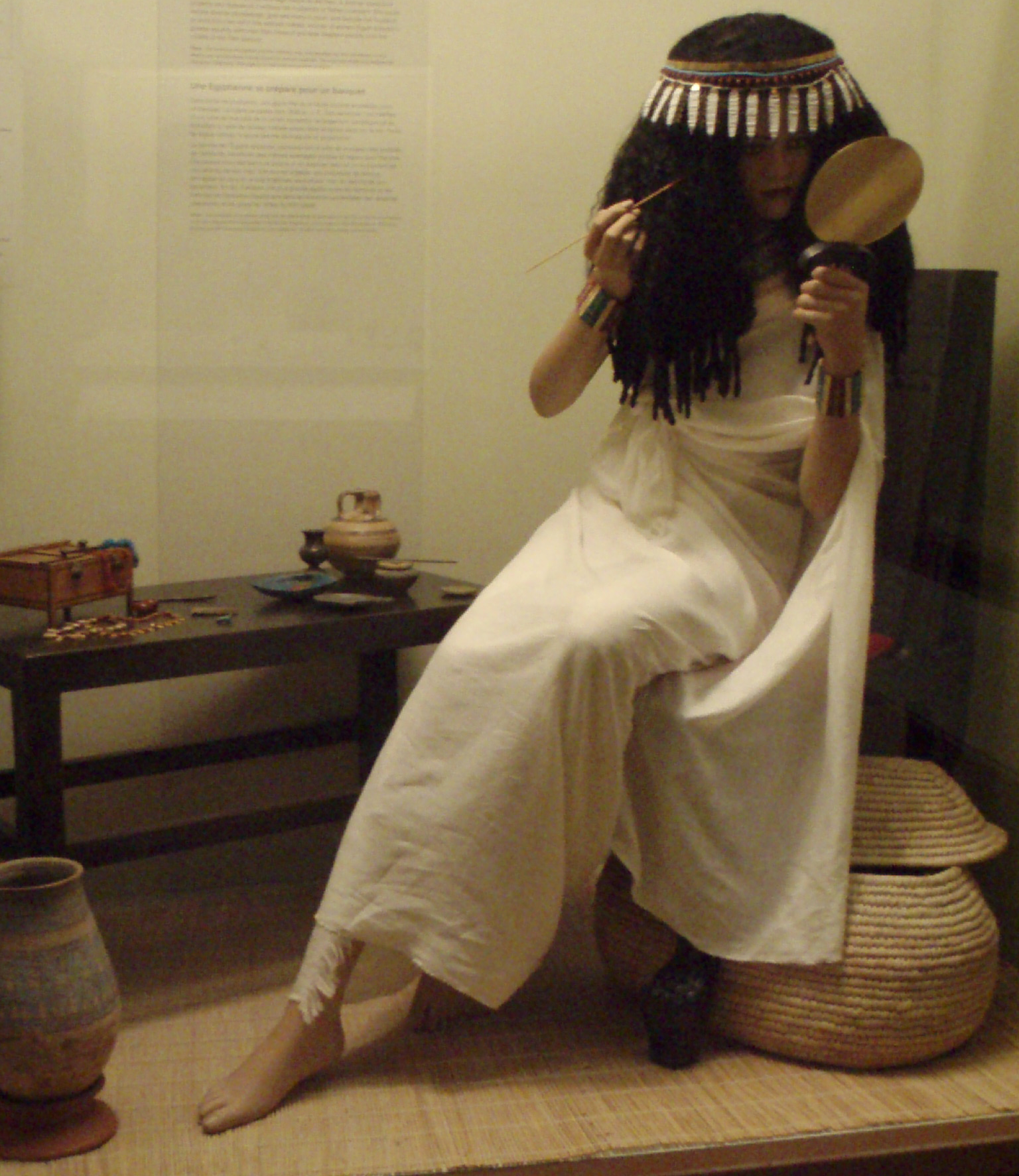
امرأة من مصر القديمة تضع مستحضرات تجميلية على وجهها

وكان المصريون أول من استخدموا الكحل، كان الرجال والنساء يرسمون حول عيونهم بأقلام الكحل، اعتقاداً منهم أنهم يبعدون قوى الشر، وفي عصر الملك تحتمس، أكتشفت علاجات للتجاعيد ومساحيق من شمع العسل كمرطبات للبشرة. نفرتيتي وكليوباترا على اختلاف أسرتيهما، بقيتا رمزين لجمال ذلك العصر بكحل العين المميز، وظلال العيون الزرقاء الملكية.
كانت المرأة المصرية تستخدم مادة الغالينا المصنوعة من النحاس وخام الرصاص، ومادة المرمر المصنوعة من عجينة خضراء زاهية من معدن النحاس، في تطبيقها على وجوههم للحصول على لون أو توضيح المعالم، كما كانوا يصنعون من مزيج اللوز المحروق، والنحاس المؤكسد، والرماد والرصاص، الكحل لتزيين العينين على شكل اللوز.

### 3000 قبل الميلاد
بدأ الشعب الصيني بصبغ أظافرهم، بالصمغ أو الجيلاتين، وشمع العسل والبيض، بحيث تمثل الألوان المستخدمة الطبقة الاجتماعية، كأستخدام الأفراد المالكة للألوان الطلاء الذهبية والفضية، وحظر الطبقات الأخرى من وضع الألوان الزاهية على أظافرهم، كما كانت النساء الإغريقيات تقوم بطلاء وجوههم بالرصاص الأبيض، وتطبق مسحوق العنب على شفافها كأحمر شفاه، بينما تستخدم شعر الثيران في وضع حواجب وهمية.

### 1500 قبل الميلاد

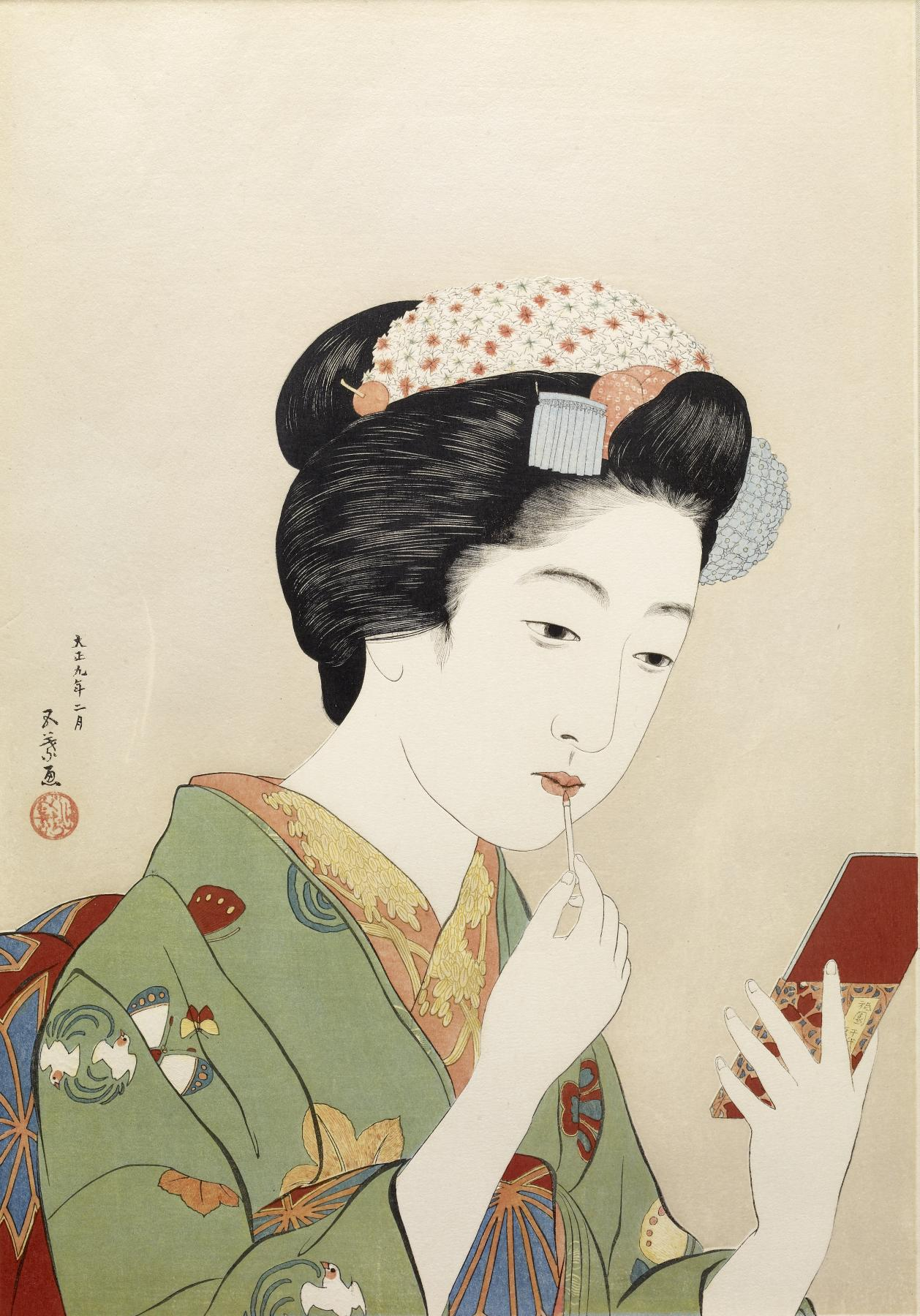
غيشا تضع أحمر شفاه

عادة ما كان المواطنون الصينين واليابانيين يستخدمون مساحيق الأرز لجعل وجوههم بيضاء، كما كانوا يصبغون أسنانهم باللون الذهبي أو الأسود، بالإضافة إلى إستخدامهم للحناء لصبغ الشعر، وكانوا فتيات الغيشا اليابانيات يطلن بشرتهن بالأبيض، ويحددوا عيونهن ويلونوا الشفاه بالمستخلص الأحمر لنبتة الزعفران الباهظة الثمن، أستخدموا أيضاً فضلات العصافير لمحاربة تجاعيد البشرة.

### 1000 قبل الميلاد
استخدم اليونانيين الطباشير والرصاص كبودرة للوجه، بالإضافة إلى طين أكسيد الرصاص والحديد الأحمر كأحمر شفاه.

### 100 ميلادي
أستخدم سكان روما زيت الزيتون وشمع النحل وماء الورد لصنع كريمات البشرة، بينما قاموا باستخدام دهون الأغنام والدم كطلاء لأظافرهم، بالإضافة إلى حمامات الطين، وقيام بعض الرجال بصباغة شعرهم باللون الأشقر.
اعتقدن نساء روما أن تساقط الرموش هو نتيجة للإفراط في ممارسة الجنس. وبالتالي فإن الرموش الطويلة هي دليل عفة وطهارة. وأعتقدن أيضاً أن العيون الواسعة أكثر جمالاً، لذا استخدمن مستخلص نبات البيلادونا للحصول على حدقات أكثر اتساعاً، إلا أنه تسبب بالعمى الدائم لبعضهن.

### 300-400 ميلادي
أستخدمت الحناء في الهند لصباغة الشعر، وفي مواقع القران، بالإضافة إلى أشكال الفن المعقدة التي يتم رسمها على اليدين والقدمين، خاصة قبل الزفاف الهندوسي، كما يتم استخدام الحناء أيضا في بعض ثقافات شمال أفريقيا.

### 1300-1200 ميلادي (العصور الوسطى)

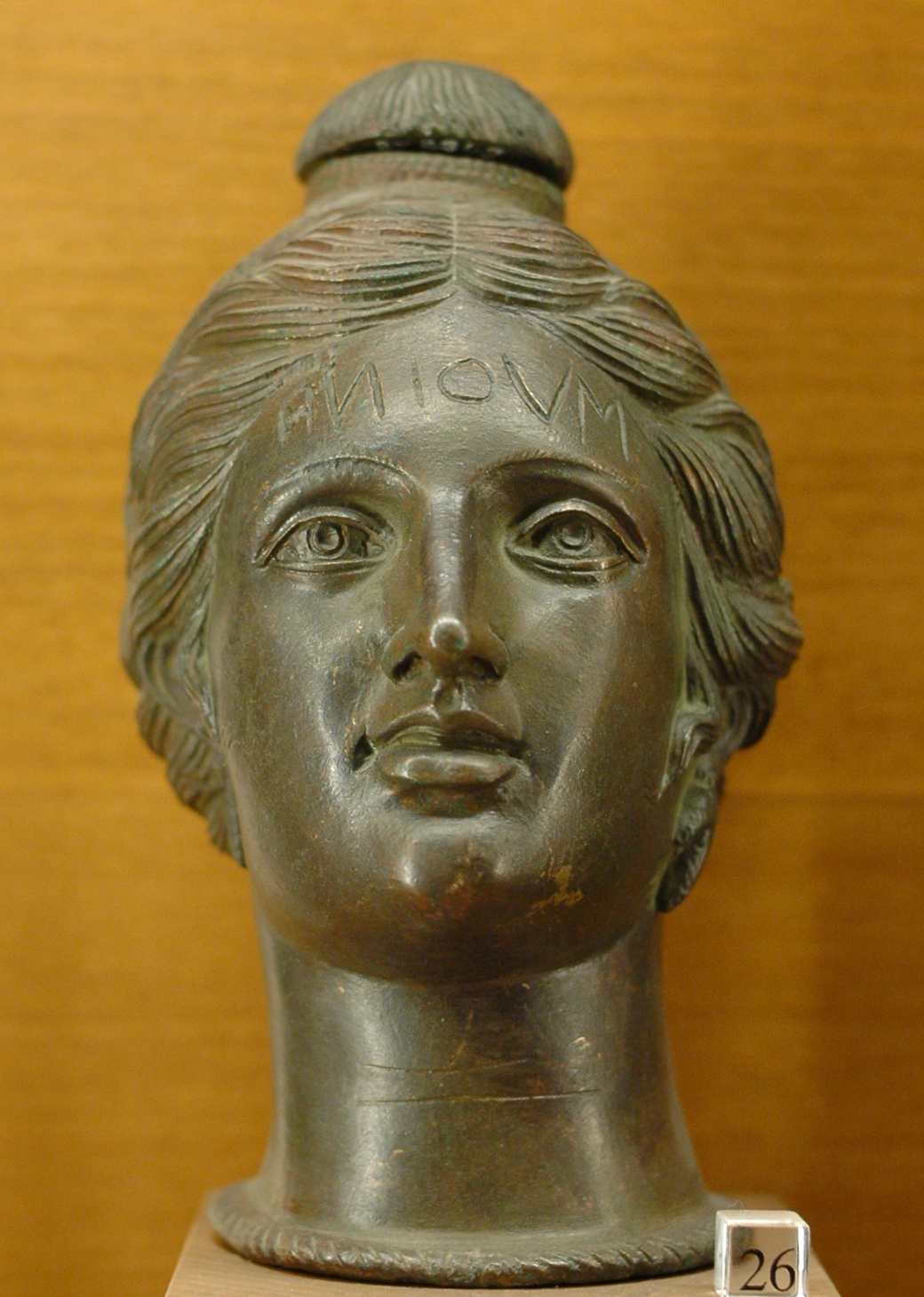
إناء عطور على هيئة رأس امرأة من قبرص يرجع تاريخه إلى القرن الثاني قبل الميلاد

نتيجة الحروب الصليبية، تم استيراد العطور لأول مرة من الشرق الأوسط إلى أوروبا.
أنتشرت صباغة الشعر باللون الأحمر في عهد اليزابيث في أنجلترا، كموضة آنذاك، بالإضافة إلى قيام نساء المجتمع بتطبيق بياض البيض على الوجه، لخلق مظهر البشرة الشاحبة.

### 1400-1500 ميلادي

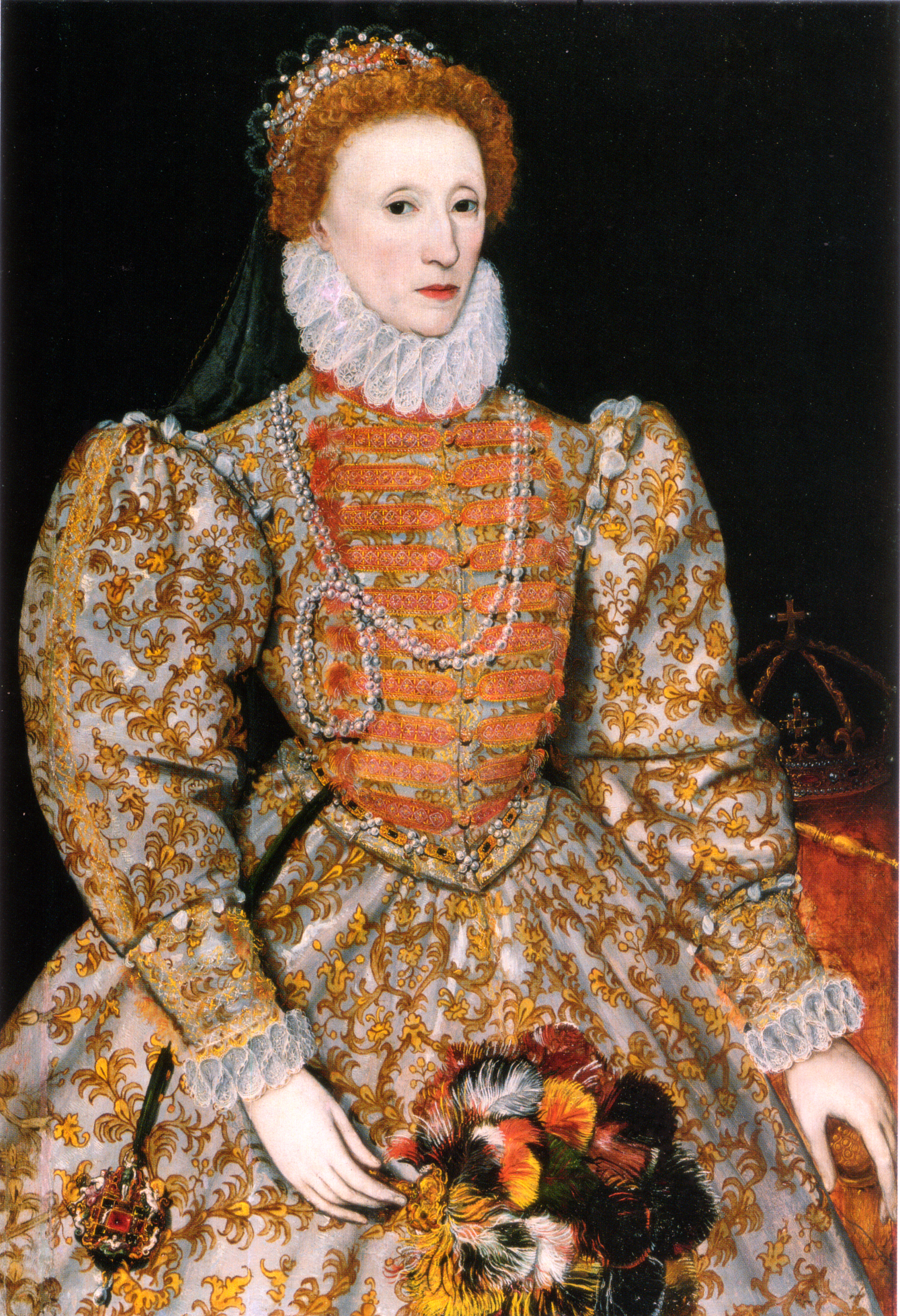
إليزابيث الأولى ملكة إنجلترا

استخدمت مستحضرات التجميل في أوروبا من قبل الطبقة اللأرستقراطية، كما كان يتم استخدام الزرنيخ في بعض الأحيان كبودرة للوجه بدلا من الرصاص، بالإضافة إلى تطور صنع الروائح المعقدة في فرنسا، من استخدام المواد الطبيعية، إلى العمليات الكيميائية التي تستعمل في اختبار هذه الروائح.

### 1700-1600 ميلادي

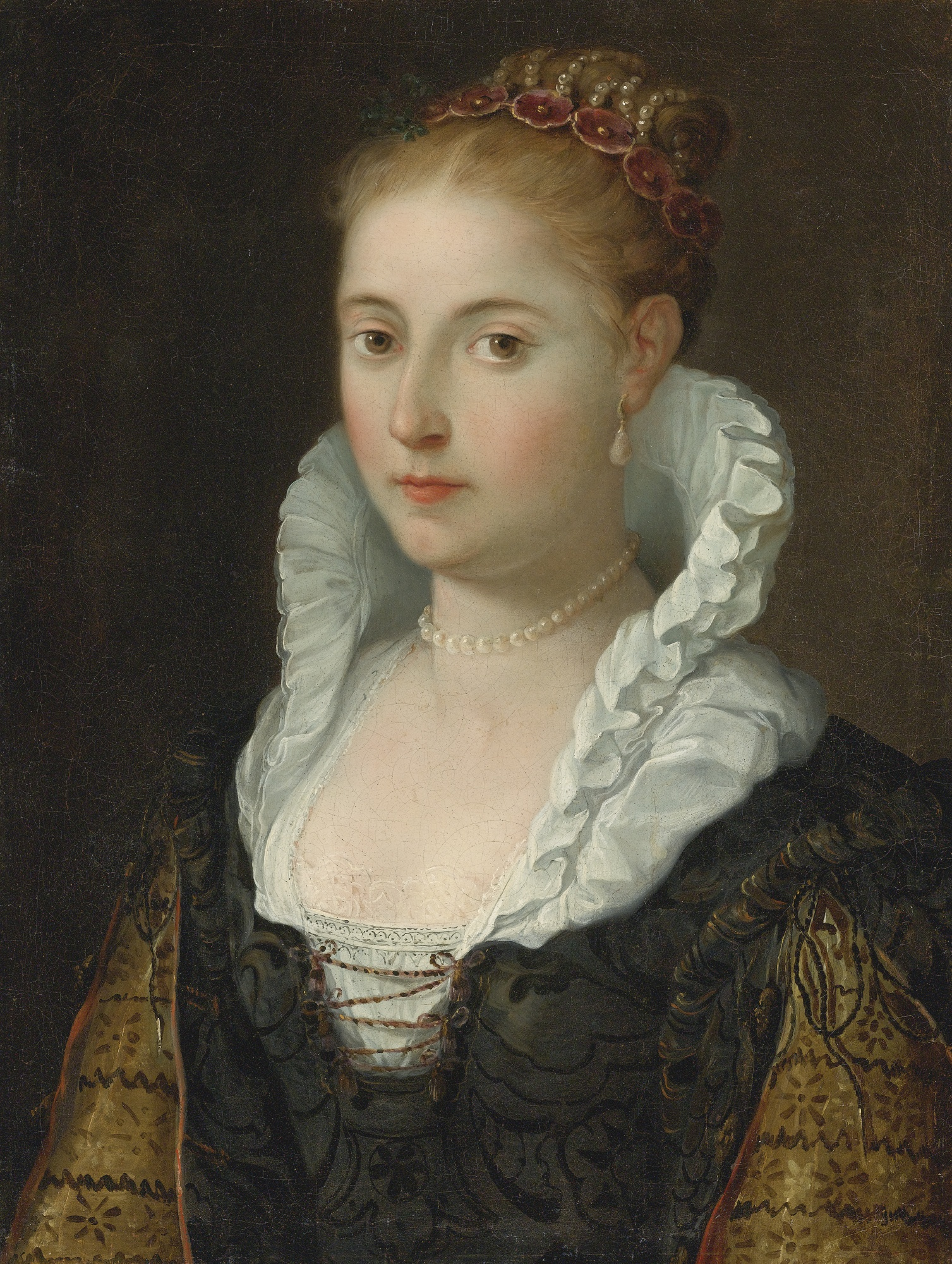

في هذه الحقبة من الزمن حاولت النساء الأوروبيات تفتيح بشرتهم، عن طريق استخدام الطلاء الذي يحتوي على الرصاص الأبيض، بالإضافة إلى الصبغة الشقراء التي كانت تعتبر من الأمور الملائكية، كما تم وضع خليط من الكبريت الأسود والشبة والعسل على الشعر ويترك تحت الشمس.

### 1800 ميلادي (القرن التاسع عشر)

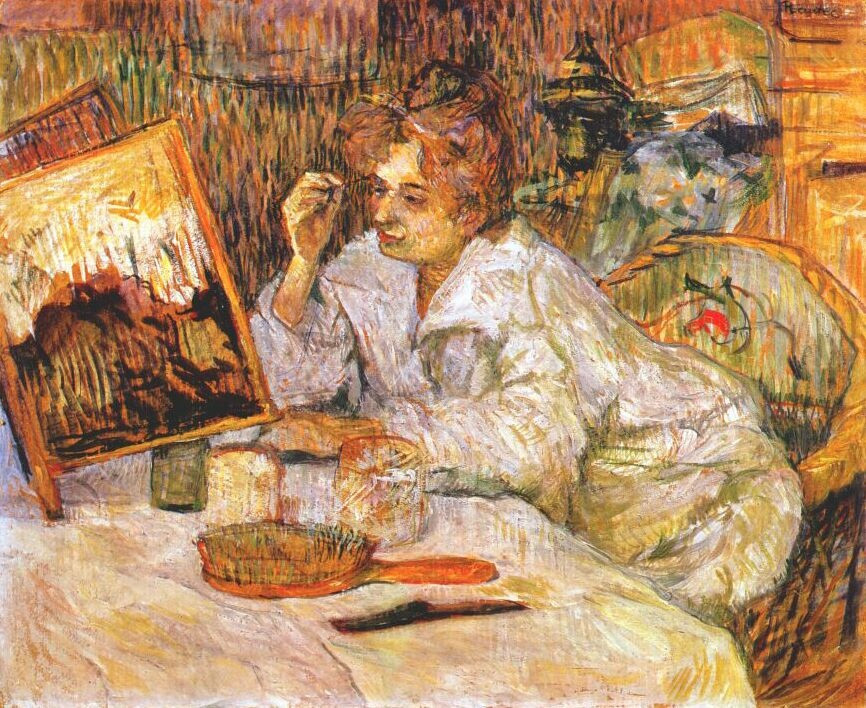
رسمة أنري تولوز لوترك في عام 1889 تظهر امرأة تضع مستحضرات التجميل

أعلنت الملكة فيكتوريا أن استخدام المكياج أمر غير لائق، بحيث ينظر إليه بطريقة مبتذلة، كما ووافقت على استخدامه فقط للممثلين، بالإضافة إلى استبدال مساحيق الوجه القاتلة كالرصاص والنحاس، بأكسيد الزنك، لاعتبار تلك المواد بالسامة، التي تسبب بشلل العضلات والموت.

### 1900 ميلادي

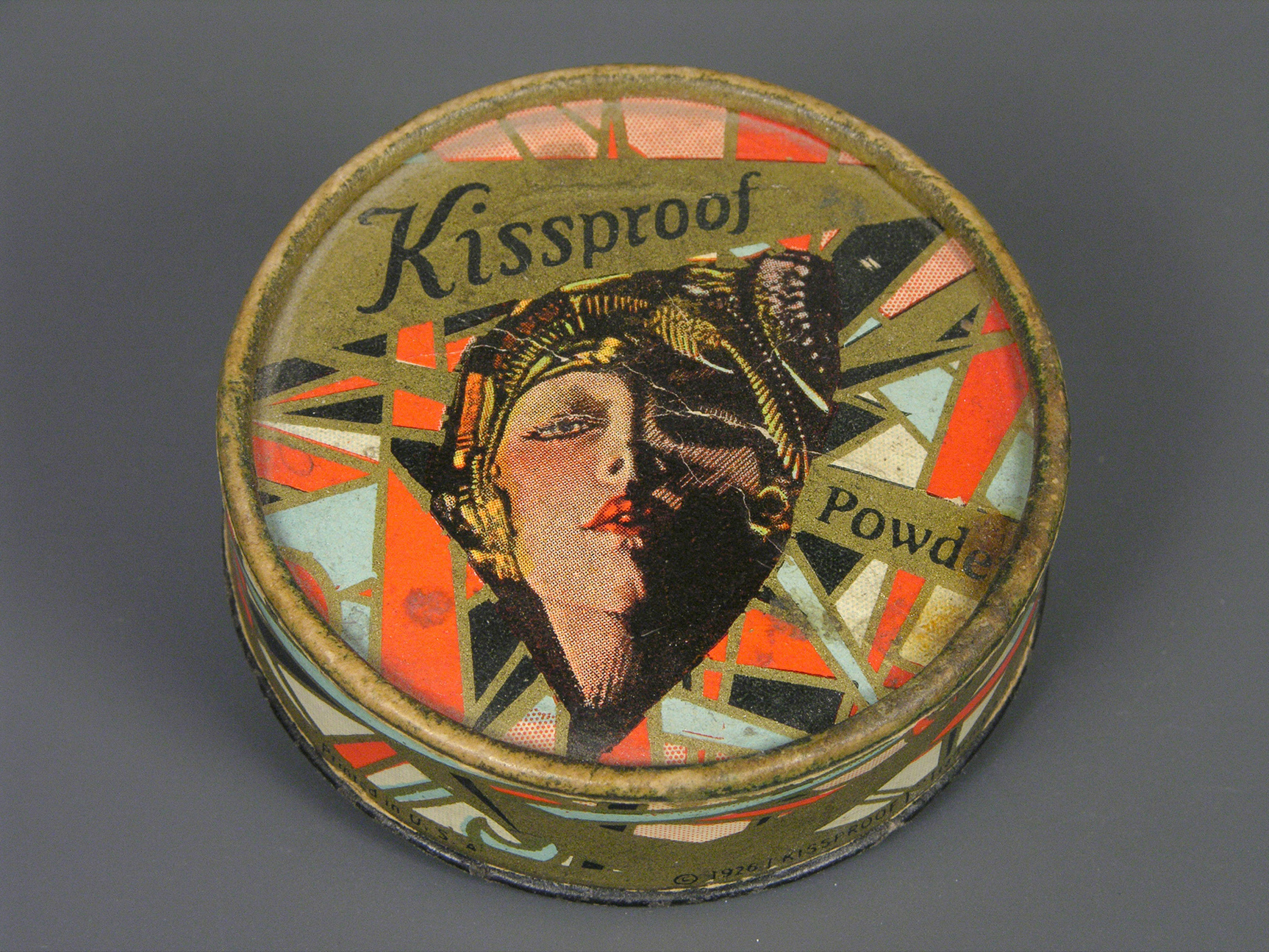
بودرة وجه من ماركة كيسبوف عام 1926

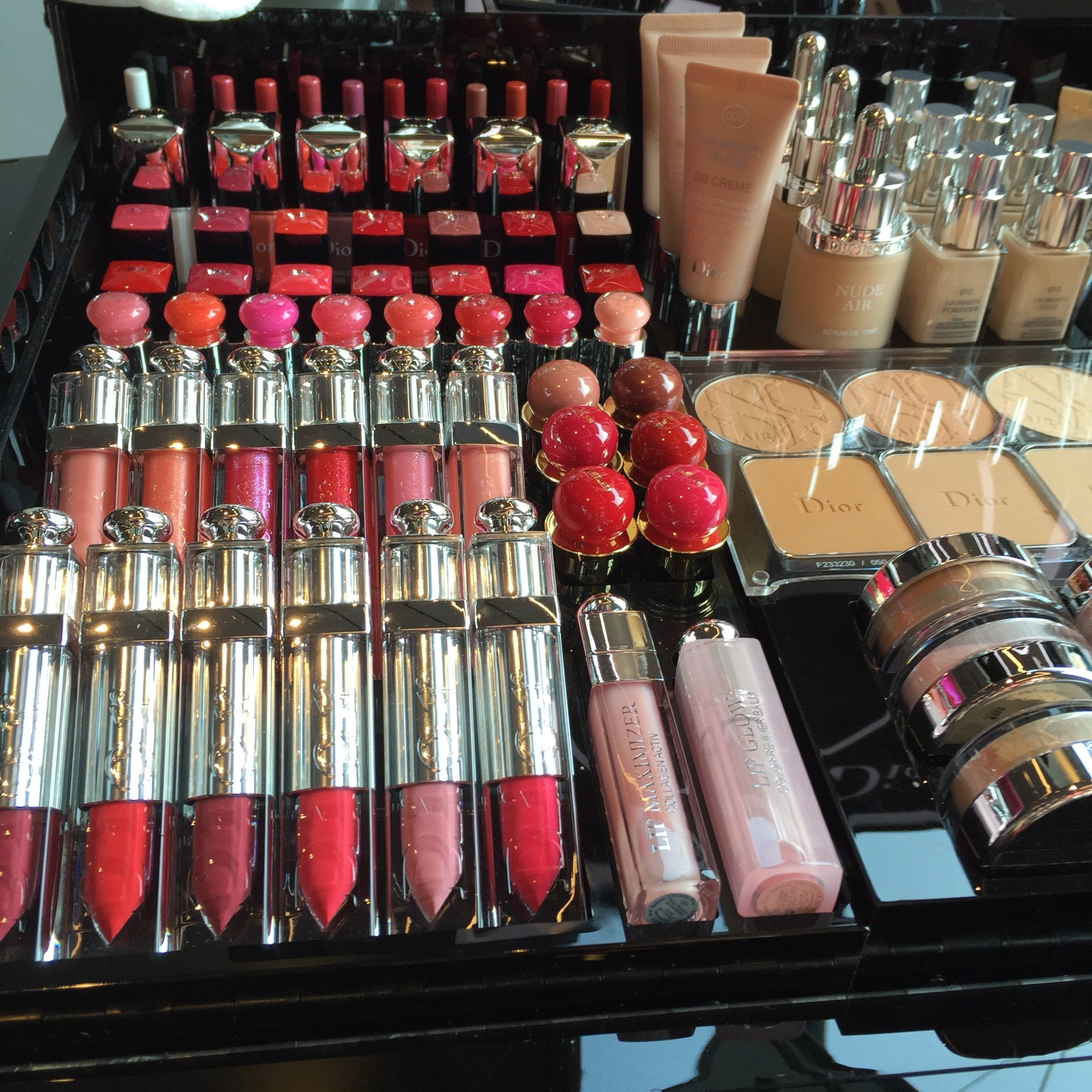
أنواع مختلفة من مستحضرات التجميل

وفي عام 1900 لم يكن المكياج متطورًا بشكل كبير، فقد كانت تضعه النساء من الطبقة العليا فقط، وكان يشبه الدهان الأبيض للوجه والأحمر للخدود، وكان يباع في متاجر بيع ملابس المسرح والسينما، وفي عام 1910 بدأ ينتقل المكياج إلى أوروبا والولايات المتحدة الأمريكية. وكان المجلس التشريعى لولاية كانساس الأمريكية عام 1915 اقترح قانونًا بأن المرأة التي تضع مكياج تحت سن 44 سنة قد ارتكبت جنحة، لأنها تزيف شكلها وتخلق انطباعاً خاطئاً عنها، وفي عام 1909 افتتحت شركة «ماكس فاكتور» من تأسيس ماكسميليان فاكتور، وهو رجل الأعمال البولندي ابتدع مصطلح Make Up «مكياج». أنتجت شركته وطورت تراكيب المكياج وحسّنته.

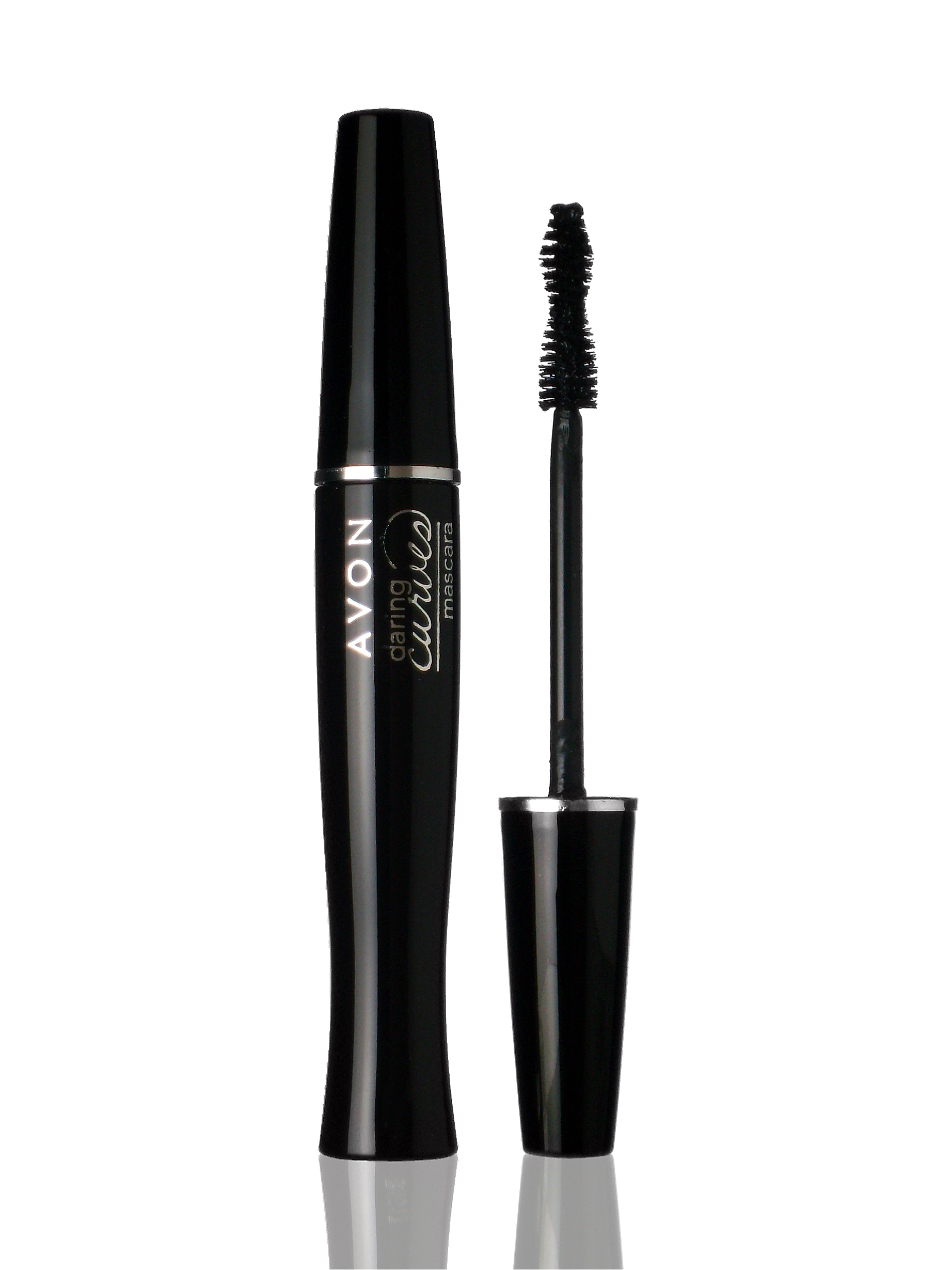
أنبوب مسكرة ومعه فرشاه لتسهيل الإستخدام

وفي العشرينات من القرن العشرين بدأ المكياج ينتشر مع رواج وشهرة السينما في هوليوود، وبدأت تظهر شركات تجميل جديدة، وفي عام 1930 بدأ انتشار أحمر الشفاه وأصبح أكثر شعبية ثم ظهرت ماسكرا "Maybelline" من تأسيس توم وهو فتى في التاسعة عشرة من عمره، أعتاد مراقبة أخته مايبل وهي تقوم كل يوم بخلط الفازلين وغبار الفحم لتطلي به رموشها، بعد عدة تعديلات كيميائية وتحسين للمنتج النهائي، أصدر توم أول «ماسكارا» نسائية سهلة الاستخدام وأسماها تيمناً بأخته «مايبلين» التي ستكون اسماً للشركة.
وما بعد الحرب العالمية الأولى كانت تجرى جراحات تجميلية لإزالة آثار الشيخوخة، أما الفترة منذ عام 1960 وحتى عام 1970 ظهرت حركة نسوية ضد استخدام مستحضرات التجميل، وفي 1990 انتشرت منتجات وصالونات التجميل وأنتشر صيحة ظلال العيون أو الكحل، باللون الأزرق الذي يمنح جرأة التسعينات الشهيرة، وأحمر الشفاه كان بدرجات الأحمر أو البني الغامق مع خطوط بارزة لقلم تحديد الشفاه وتحديد الجفن السفلي بالكحل وكانت هذه إطلالة التسعينات.

### 2000 ميلادي - الوقت الحاضر

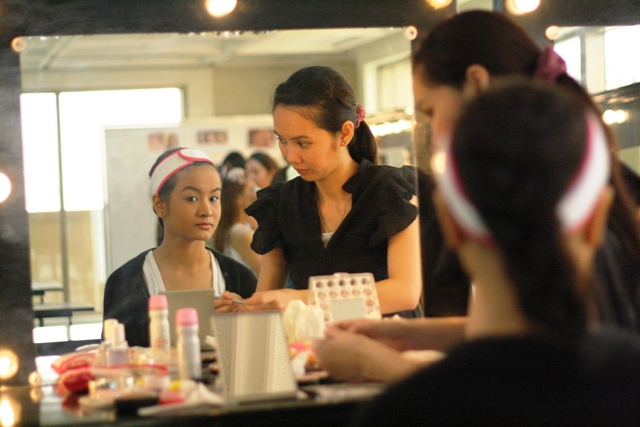
ميك أب آرتست محترفة

في القرن الواحد والعشرين انتشر التجميل بشكل كبير حتى أصبح شيئاً أساسياً لا يمكن للنساء الاستغناء عنه، وانتشرت آلالاف من مستحضرات التجميل المستخدمة في كافة مجالات التجميل وللجنسين، وأصبحت هناك مراكز تجميل متخصصة بهذا المجال. وانتشرت كذلك تقنيات وصيحات جديدة للمكياج مثل «الكونتور» وهو المكياج الثلاثي الأبعاد والهدف منه نحت الوجه وإضاءته بحيث يتم إخفاء العيوب وإبراز جماليات الوجه، من خلال تصغير مناطق وإبراز مناطق أخرى من الوجه. وتقنية «الخَبز» التي تعتمد على البودرة، حيث يتم وضع طبقة كثيفة من البودرة الحرة بواسطة أسفنجة صغيرة تحت العين وعظام الوجنات وبمحاذاة الأنف وعلى الذقن، وينبغي ترك البودرة على الوجه لمدة تتراوح من 5 إلى 20 دقيقة، لكي تنصهر البودرة تدريجياً مع البشرة بفعل حرارة الجسم، وبالتالي تزداد قدرتها على التغطية، وتدوم لمدة أطول وتمنح البشرة مظهراً أكثر إشراقاً. وظهر عالميا مصطلح «ميك أب آرتست»، الذي يعني خبيرة مكياج، وبدوره انتشر في العالم العربي، وظهرت العديد من خبيرات المكياج العربيات من خلال برامج التواصل الاجتماعي ليتخطين حدود العالم العربي ويحصلن على شهرة من كافة أنحاء العالم.

## أنواع المستحضرات
- برايمر: هو مستحضر تجميلي على شكل كريم يوضع على البشرة قبل تطبيق كريم الأساس. ويعمل على ترطيب الوجه وإغلاق مسامات الوجه بشكل مؤقت مما يقلل من إفراز زيوت البشرة، مما يضمن لك ثبات المكياج لوقت أطول.
- كريم الأساس: هو من أهم وأول مستحضرات التجميل التي تطبق على الوجه لهذا سمي بكريم الأساس لأنه يشكل الطبقة الأساسية للمكياج. يقوم الفاونديشن بإخفاء عيوب البشرة وتوحيد لونها ليمنح بشرة مخملية صافية.
- خافي العيوب (كونسيلر): هو مستحضر بلون البشرة يستخدم لإخفاء عيوب البشرة كالحبوب والبقع الداكنة حول الوجه والشفاه، بالإضافة إلى إخفاء الهالات السوداء حول محيط العين، وتختلف أنواع الكونسيلر لتلائم كافة أنواع البشرة، حيث يوجد الكونسيلر بشكل سائل أو كريمي جامد أو قلم أو كريم مضغوط.
- بودرة الوجه: هي بودرة خفيفة القوام تطبق فوق الكونسيلر، وكريم الأساس لتثبيته وجعل المكياج يدوم لوقت أطول، كما أنها تمتص زيوت البشرة لتجعل البشرة ناعمة غير لماعة.
- الكونتور والهايلايتر: هي تقنية جديدة من تقنيات المكياج، تعمل على إبراز بعض ملامح الوجه أو تغيير حجم بعض أجزاء الوجه بإخفائها أو التخفيف من شكلها، مثل تقصير الأنف الطويل أو تنحيف الوجه الممتلئ والعكس بالعكس. يكون الكونتور بلون داكن لإخفاء أو التخفيف من شكل جزء معين من الوجه، أما الهايلايتر فيكون بلون فاتح لماع ليسلط الضوء على الأماكن البارزة في وجهك.[10]
- بودرة التسمير (برونزر): هو مستحضر تجميلي يكون بشكل بودرة برونزية اللون بلمعة أو بدون لمعة، يطبق البرونزر فوق كريم الأساس ليمنح البشرة سمرة طبيعية. وهو يختلف عن أحمر الخدود الذي يطبق على الخدود قبل البرونزر.
- أحمر الخدود (البلاشر): هو لون مشرق يمنح الخدود إشراقة وتألق، ويكون غالباً بشكل بودرة مضغوطة كما يتوفر بشكل كريم يدوم لوقت أطول من البودرة.[11]
- الكحل: هو من أهم أنواع مكياج العيون، فهو يعمل على تحديد شكل العين وإبراز لونها بطريقة ساحرة، كما يغيير الكحل من شكل العين لتكبير العيون الصغيرة أو توسيع العيون المبطنة.
- ظلال العيون (الآي شادو): هو مستحضر تجميلي ذو ألوان متعددة يمنح العين شكلا مميزاً وتبرز لون العين بطريقة جذابة. تكون ظلال العيون بشكل بودرة مضغوطة أو كريم الذي يدوم لوقت أطول، وتأتي إما بدون لمعة (مات) أو لامع. ويوضع لون الآي شادو الفاتح على كامل الجفن العلوي في حين يوضع لون الآيشدو الداكن على قوس العين الخارجي، وعلى زاوية العين الخارجية وتحت الرموش السفلية.[12]
- كحل العين (الايلاينر): يكون بشكل سائل، وغالباً ما ترسم شكل العين بشكل أولي بقلم الكحل، ثم يطبق الآيلاينر فوق قلم الكحل للحصول على الرسمة المثالية. ويأتي الآيلاينر إما بشكل قلم سهل الاستخدام أو ريشة رفيعة أو جل يمكن تطبيقه بفرشاة خاصة. وهناك أنواع آيلاينر مختلفة حسب شكل العين مثل آيلاينر فرنسي للعيون الصغيرة، أو آيلاينر عيون القطط أو آيلاينر مجنح.[13]
- رموش أصطناعية: تستخدم من أجل الحصول على رموش طويلة وكثيفة وإضافة مظهر جذاب للعين، وعلى الرغم من انتشار الماسكارا التي تمنح رموشاً كثيفة وطويلة إلا أنّ البعض يفضّل تركيب الرموش الاصطناعية كبديل مثالي وأسرع عن الماسكارا.[14]
- الماسكارا: هي الخطوة الأخيرة بمكياج العيون، فهي تمنح الرموش طول وكثافة، والماسكرا هي عبارة عن كحل سائل يستعمل بواسطة فرشاة خاصة تتغلغل بين شعيرات الرموش، لتغطيتها بالكحل والتفريق بينها لتبدوا أكثف وأطول.[11]
- قلم رسم الحواجب: هو مستحضر يعمل على تحديد رسمة الحاجب وتعبئة الفراغات بين شعر الحاجب. ويأتي قلم رسم الحواجب بدرجات ألوان مختلفة لتلائم كافة ألوان الشعر، ويعتبر قلم رسم الحواجب هو المستحضر الأساس لرسم الحواجب، لكن ظهرت مؤخراً ماسكارا للحواجب وجل لرسم الحواجب بالإضافة إلى استعمال ظلال العيون بنفس لون الشعر لتعبئة فراغات الحاجب.[15]
- محدد الشفاه: هو قلم لرسم الشفاه ويفضل أن يكون بنفس لون الشفاه للحصول على شفاه طبيعية، ويتم رسم الشفة بمحدد الشفاه برسم خطاً موازي لحدود الشفاه الطبيعية، ويمكن تكبير الشفاه عبر تحديد الشفاه من الخارج وليس على خط الشفاه مما يجعلها تبدو أكبر وممتلئة أكثر.
- أحمر الشفاه (الروج): ويكون أحمر الشفاه بعدة ألوان وأشكال، يمكن تطبيقه فوراً على الشفاه أو باستخدام الأصابع أو فرشاة خاصة للشفاه.
- ملمع الشفاه: يكون قوامه أخف من أحمر الشفاه ويتمتع بلمعة، وتتعدد ألوان ملمع الشفاه لتلائم ألوان الشفاه. يمكن تطبيق ملمع الشفاه فوق أحمر الشفاه للحصول على شفاه براقة، أو يمكن استخدامه وحده للحصول على شفاه طبيعية ومشرقة.
- فراشي المكياج: هي عبارة عن مجموعة فراشي متخصصة تختلف أشكالها حسب نوع المكياج ووفقا لطريقة استخدامها. هناك تقريباً 12 نوع فرش مكياج بأشكال واستخدامات مختلفة مثل فرشاة ظلال العيون، فرشاة أحمر الخدود المائلة، فرشاة الكونتور، فرشاة دمج الألوان، فرشاة الماسكارا وغيرها الكثير. وهنالك أيضاً اسفنجات المكياج التي هي عبارة عن مجموعة اسفنجات تستعمل لتوزيع كريم الأساس أو بودرة الوجه، لكن انتشرت مؤخرا أسفنجات بيوتي بليندر والتي تتألف من مجموعة اسفنجات بأشكال مختلفة لتصل إلى جميع زوايا الوجه.[16]
- مثبت المكياج: هو آخر خطوة في تطبيق المكياج، وظيفته هي تثبيت المكياج لأطول فترة ممكنة، ولا يجب التكثير من استخدامه، بل يجب إستعماله فقط في المناسبات والحفلات.
- مزيل المكياج: هو مستحضر يستعمل لإزالة المستحضرات التجميل وتنظيف البشرة من الشوائب لوضع كريمات العناية الأخرى، وأن عدم تنظيف البشرة من المكياج بانتظام يؤدي إلى انسداد المسامات وظهور الحبوب، لذلك من المهم استعمال مزيل المكياج.[17]

## جدل
حظيت العواقب الاجتماعية لاستخدام مستحضرات التجميل باهتمام كبير في وسائل الإعلام على مدى السنوات القليلة الماضية. وانتقدت الكثير من الجهات مستحضرات التجميل بما في ذلك بعض النسويات، الجماعات الدينية ، ومثقفين، مفكرين، وجماعات المصلحة العامة.
كما واجهت انتقادات من الرجال ، وبعضهم يصفها بأنها شكل من أشكال الخداع أو التزييف.

## أبرز ماركات المكياج
- شانيل
- ديور
- ميك أب فور ايفر
- ذا بينك إليس
- ماك
- ميبلين
- هدى بيوتي
- استي لودر
- ريفلون
- ماكس فاكتور
- نارس
- إيتود هاوس
- جافنتشي
- إل أي غيرل
- سالي هانسن
- ذا بالم
- سيفورا
- فينتي بيوتي من تأسيس ريانا
- كلارنس
- بورجوا

## أنظر أيضا
- سمية ضوئية

## وصلات خارجية
- الجزيرة نت : أعمى باكستاني متخصص في مكياج النساء .